# Памплієга
Памплієга (ісп. Pampliega) — муніципалітет в Іспанії, у складі автономної спільноти Кастилія-і-Леон, у провінції Бургос. Населення — 373 особи (2010).
Муніципалітет розташований на відстані близько 200 км на північ від Мадрида, 29 км на південний захід від Бургоса.
На території муніципалітету розташовані такі населені пункти: (дані про населення за 2010 рік)
- Ель-Ормігеро: 3 особи
- Памплієга: 359 осіб
- Сантіусте: 3 особи
- Торрепадьєрне: 8 осіб

## Демографія
Динаміка населення (INE ):